# Англар Сен Феликс
Англар Сен Феликс (фр. Anglars-Saint-Félix) насеље је и општина у јужној Француској у региону Миди Пирене, у департману Аверон која припада префектури Родез.
По подацима из 2011. године у општини је живело 721 становника, а густина насељености је износила 32,45 становника/km². Општина се простире на површини од 22,22 km². Налази се на средњој надморској висини од 400 метара (максималној 615 m, а минималној 446 m).

## Демографија
| 1962. | 1968. | 1975. | 1982. | 1990. | 1999. | 2011. |
| ----- | ----- | ----- | ----- | ----- | ----- | ----- |
| 670   | 701   | 655   | 620   | 579   | 562   | 721   |

График промене броја становника у току последњих година